# Ishida Mitsunari
Ishida Mitsunari (石田三成 Província de Ōmi, setembro de 1559 - Quioto, 6 de novembro de 1600) foi um samurai que sucedeu a Toyotomi Hideyoshi, líder do clã Toyotomi. Liderou o Exército do Oeste na Batalha de Sekigahara.

## Biografia
Mitsunari Ishida era filho de Ishida Masatsugu, que era um vassalo de Azai Nagamasa, do clã Azai. O clã Ishida se rendeu para Oda Nobunaga após a derrota de Azai em 1573. Toyotomi Hideyoshi, um dos generais de Nobunaga Oda, viu um grande potencial em Mitsunari, e decidiu fazer dele seu servo. Mitsunari, como ainda era muito novo, não participou de nenhuma das batalhas até a morte de Oda Nobunaga. Ele só teve participação em batalhas após a morte de Oda Nobunaga.
Antes de ser convocado, Mitsunari era um sacerdote budista local, perto do lago Odani.

## Batalha de Yamazaki (1582)
Mitsunari Ishida esteve presente na Batalha de Yamazaki, nas montanhas do vilarejo de Yamazaki, onde Hideyoshi Toyotomi queria vingar Nobunaga, que foi assassinado por Akechi Mitsuhide em Honnoji.
Hideyoshi e suas tropas estavam indo atrás de Mitsuhide para matá-lo, mas Hideyoshi precisava capturar uma montanha que era a chave para vencer esta batalha, o Monte Tennö. Contudo, Mitsuhide conseguiu capturar o monte antes de Hideyoshi, levantando o seu Moral. Logo após isso, Mitsuhide fortificou as defesas de Tennö, mandando mais da metade de suas tropas para lá. Enquanto isso, Hideyoshi ordenou um ataque a Shoryuji, a rota de fuga de Mitsuhide, que era fortemente defendida. Dois  generais de Hideyoshi, Masanori Fukushima e Shigehide Saika, foram até lá para capturar Shoryuji, mas eles falharam. Masanori se retirou e Shigehide foi morto por um tiro de rifle, sendo que a batalha parecia perdida para Hideyoshi. No entanto, um outro general de Hideyoshi, Sakon Shima, entrou na batalha com suas tropas e conseguiu capturar Shoryuji, ficando lá para protegê-la. Enquanto isso, Mitsunari estava lutando juntamente com Hideyoshi. Mitsunari então teve uma ideia, uma estrada, atrás do Monte Tennö estava sem defesa alguma por parte das tropas de Mitsuhide e Mitsunari partiu com suas tropas para lá. Chegando ao Monte Tennö por este caminho, foi atacado por alguns generais de Mitushide, mas eles não foram problema para Mitsunari, que após derrotar os generais de Mitsuhide, capturou o Mt. Tennö, revertendo completamente a batalha para o lado do exército de Hideyoshi. Mitsunari então atacou diretamente a base principal das tropas de Mitsuhide, e quando lá chegou, enfrentou Mitsuhide pessoalmente, matando-o e vingando a morte de Nobunaga.

## Após a Vitória em Yamazaki
Mitsunari Ishida e Hideyoshi Toyotomi, voltaram vitoriosos para Osaka,e houve uma grande festa em comemoração à vitória deles em Yamazaki. Hideyoshi percebeu que Mitsunari era melhor estrategista que ele próprio, e declarou que Mitsunari seria o seu braço direito a partir daquele momento. Esta decisão irritou muito a Fukushima Masanori e a Kato Kiyomasa, outros de seus generais, que já não gostavam muito de Mitsunari, mas eles não puderam fazer nada.
Após a festa, Hideyoshi estava livre para ser o sucessor de Nobunaga, mas tinha um problema, Hideyoshi não era o único que queria ser o sucessor de Nobunaga Oda. Um ano depois, Shibata Katsuie, outro poderoso general de Nobunaga, desafiou Hideyoshi para uma batalha, e os dois exércitos se enfrentaram no campo de batalha de Shizugatake.

## Campanha Para Unificar o Japão
Apos a morte de Oda Nobunaga e a deposição de Akechi Mitsuhide, sobraram apenas dois grandes damyos que poderiam assumir o clã Oda, Shibata Katsuie e Toyotomi Hideyoshi.
Hideyoshi e Katsuie Colidiram na Batalha de Shizugatake, perto do lago Odani, na região de Hokuriku. A batalha terminou a favor de Hideyoshi, e o tornou o único a assumir o clã Oda, que ainda existia em função de Oda Hidenubo, herdeiro de Nobunaga Oda, mas que não tinha idade para assumir o clã.
Após um ano,Hideyoshi era o favorito para ser o sucessor de Nobunaga, mas outro filho de Nobunaga, apontado por Tokugawa Ieyasu como herdeiro do clã Oda,Oda Nobukatsu,Tentou recuperar o poder, ele se aliou a Tokugawa Ieyasu, ex-aliado de Nobunaga,e em 1584,Nobukatsu e Ieyasu declararam guerra a Hideyoshi. Hideyoshi e Ieyasu eram os dois últimos generais para serem os "sucessores" de Oda,o que ganhasse essa batalha seria o sucessor de Nobunaga,Ishida esteve na batalha para ajudar Hideyoshi,Hideyoshi,junto com Mitsunari partiram para a batalha contra Ieyasu e Nobukatsu nas regiões próximas aos castelos de Komaki e Nagakute, tomando a batalha como este nome. O Resultado da batalha e inconclusivo, mesmo assim, Hideyoshi enviou Sua mãe e sua Irma como reféns para o clã Tokugawa para que se firmasse uma aliança. Mais tarde Hideyoshi Derrubou o clã Chosokabe na Ilha de Shikoku e o clã Shimazu na Ilha de Kyushu, realizando o feito de unificar o Japão
Entretanto um pouco mais tarde, as retaliações entre os clã Sanada e Hojo resultaram na morte de Shigenobu Suzuki, um samurai do clã sanada, e deu como pretexto o Cerco de Odawara, ultima batalha dentro do Japão durante a unificação de Toyotomi no período Sengoku.
Neste cerco estiveram presente celebres samurais como Yoshihiro Shimazu, Yukimura Sanada, Kanetsugu Naoe, Masamune Date, Kagetsuna Katakura e Mitsunari Ishida
Após o cerco bem sucedido, o Japão estava sob o controle de Toyotomi e seus 5 conselheiros : Ishida Mitsunari, Takakage Kobayakawa, Toshiie Maeda, Kyiomasa Kato e Masanori Fukushima

## Após a morte de Hideyoshi
Após a morte de  Hideyoshi Toyotomi, o clã Toyotomi estava em uma fase muito difícil, para decidir quem seria o sucessor de Hideyoshi, que morreu de causas naturais. Tendo Hideyori Toyotomi como único descendente de Hideyoshi pouca idade para assumir a regência do Pais, Ishida Mitsunari Tornou-se Líder Temporário do clã Toyotomi, insatisfazendo grandes vassalos do clã Toyotomi, como Masanori Fukushima e Kyiomasa Kato . Ieyasu Tokugawa , Aproveitando-se disso Tratou de formar uma resistência ao novo governo. Depois de saber que foi o Mitsunari novo succesor de Hideyoshi, Kato e Fukushima recusaram-se a trabalhar para Mitsunari e juntaram forças com Ieyasu. Em seguida, os conflitos no Japão recomeçaram entre duas grandes coalizões : Armada do Oeste, liderada por  Mitsunari Ishida, e Armada do Leste, liderada por Ieyasu Tokugawa.

## Batalha de Sekigahara, o Último ato de Mitsunari (1600)
Quando as duas grandes coalizões recomeçaram o período de turbulência no Japão  (Período Azuchi-Momoyama), várias batalhas eclodiram simultaneamente durante os antecedentes do que viria a ser a batalha de Sekigahara. Grande parte dessas batalhas ocorreram em função da grande mobilização que o Exército Ocidental vinha realizando até o local onde iria acontecer a batalha, Ieyasu ordenou que todas essas escaramuças fossem interrompidas, mas algumas acabaram acontecendo, como o Cerco de Uedahara, a Batalha de Kusegawa e  o Cerco de Hasedō.
Na batalha, mesmo com a forças ocidentais tendo enormes vantagens tácticas, Ieyasu tinha já contactado muitos daimiôs ocidentais, prometendo-lhes terras e clemência após a batalha se mudassem de lado. Isto levou alguns comandantes ocidentais que ocupavam cargos importantes a serem pressionados a enviar reforços ou aderir à batalha que já estava em andamento.
A batalha não ia bem para Ieyasu, Ii Naomasa e Torii Mototada foram mortos por Ukita Hideie e Ankokuji Ekei, os canhões que os Tokugawa usavam para se defender foram capturados por Sakon Shima deixando os Tokugawa completamente sem defesa.
Ieyasu começou a ficar desesperado, pois estava completamente cercado, Mōri Hidemoto e Kobayakawa Hideaki eram dois dos daimiôs que Ieyasu contatou e tinham posições importantíssimas no Exército Ocidental. Hidemoto fora convencido pelas propostas de Ieyasu e assim convenceu também a Kikkawa Hiroie a mudar de lado.
Ao final Kobayakawa ficou hesitante e neutro. Como a batalha cresceu mais intensa e o Exército Oriental estava a beira da derrota, Ieyasu finalmente ordenou que tropas com arcabuzes ataquem a posição de Kobayakawa no Monte Matsuo. Nesse ponto da guerra Kobayakawa adere ao Exército Oriental. Suas forças avançaram contra a posição de Yoshitsugu, que rapidamente teve que se retirar da batalha, terminando por engajar com as forças de Tōdō Takatora. Ao ver isto como um ato de traição, generais do oeste como Wakisaka Yasuharu, Ogawa Suketada, Naoyasu Akasa e Mototsuna Kutsuki imediatamente mudaram de lado.
As forças ocidentais ainda assim lutaram bravamente. Alguns, como Hideie Ukita conseguiram escapar, enquanto outros, como Sakon Shima foi baleado e morto por tropas de fuzis, Yoshitsugu Otani cometeu suicídio. Mitsunari, Konishi Yukinaga e Ankokuji Ekei foram alguns dos que foram executados em Kyoto e alguns, como Terumto Mori e Yoshihiro Shimazu foram capazes de retornar às suas províncias.
Marcando Assim o fim de Mitsunari Ishida.

## Citações
Se o individual trabalhar para todos, e todos para o individual, o país irá prosperar.— Ishida Mitsunari